# Kgl. Brand
A/S Det Kongelige octroierede almindelige Brandassurance-Compagni paa Varer og Effecter, bedre kendt som Kgl. Brand var et dansk brandforsikringsselskab og senere skadeforsikringsselskab, stiftet ved kgl. oktroj. I 1982 fusionerede det med Skandia. I 1999 blev Skandia lagt sammen med det norske Storebrands skadeforsikringsvirksomheder og skadesforsikringsselskabet If blev dannet. 
11. maj 1778 stiftedes Det kongelige octroierede kjøbenhavnske Brandassurance-Compagni og ved kgl. oktroj af 4. april 1798 stiftedes Det kongelige octroierede almindelige Brandassurance-Compagni, hvilke selskaber i 1891 sammensluttedes under det nuværende navn.
Selskabet havde til huse på Højbro Plads 10 i en nybarok bygning fra 1905-06 tegnet af Fritz Koch og færdiggjort af Gotfred Tvede. Bygningen anvendes nu af Miljøministeriet.

## Direktion
Denne liste er ufuldstændig; hjælp gerne med at udfylde den.
- 1798-1826: Carl Vigand Falbe
- 1826-1852: Niels Engelhart
- 1860-1865: Carl Liebenberg

Selskabets direktører siden sammenslutningen:
- 1891-1901: C.F. Tiemroth
- 1901-1919: Julius Teisen
- 1919-1932: J. Vissing og G. Thorsen
- 1933-1943: J. Vissing alene
- 1943-1982: Poul Vissing
- 1982 - Jens Vissing